# Timber Sycamore
Timber Sycamore fue un programa clasificado de suministro de armas y entrenamiento dirigido por la Agencia Central de Inteligencia de los Estados Unidos (CIA) y asistido por los servicios de inteligencia de otros países árabes, como el servicio de seguridad de Arabia Saudita. Lanzado en 2012 o 2013, proporcionó dinero, armamento y entrenamiento a las fuerzas rebeldes que lucharon contra el gobierno sirio de Bashar al-Assad en la Guerra Civil Siria.  Según funcionarios estadounidenses, el programa capacitó a miles de rebeldes. El presidente Barack Obama autorizó secretamente a la CIA para comenzar a armar a los rebeldes de Siria en 2013.
Se sospechó la existencia del programa después de que el sitio web de Oportunidades Comerciales Federales de los Estados Unidos solicitara públicamente ofertas para enviar toneladas de armamento desde Europa del Este a Taşucu, Turquía y Aqaba, en Jordania. Una consecuencia involuntaria del programa ha sido inundar el mercado negro del Oriente Próximo con armas que incluyen rifles de asalto, morteros y granadas propulsadas por cohetes.
En julio de 2017, los funcionarios de EE. UU. declararon que Timber Sycamore se eliminaría gradualmente, con fondos posiblemente redirigidos a la lucha contra el Estado Islámico de Irak y al Levante (EIIL), o para ofrecer "capacidades defensivas" a las fuerzas rebeldes.

## Creación

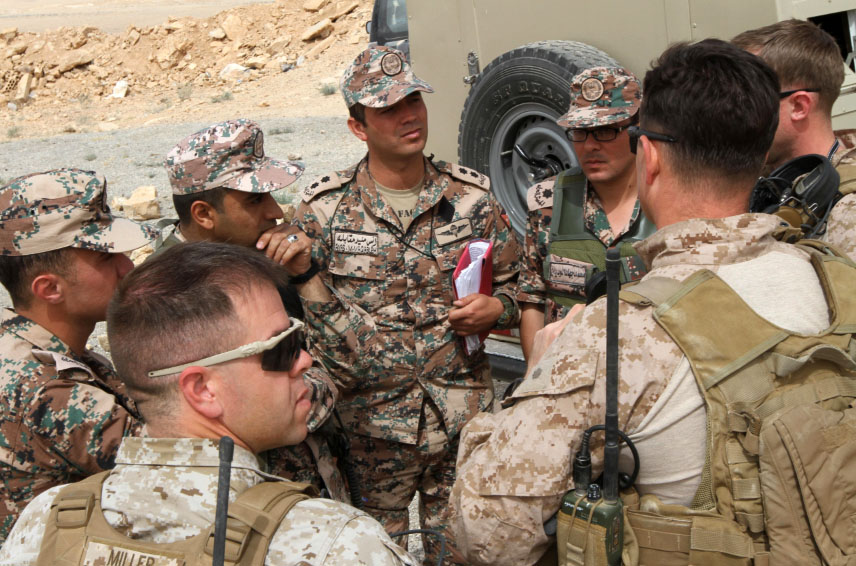
Los marines estadounidenses y los soldados del ejército jordano colaboran en Amán, Jordania.

El entonces director de la CIA, David Petraeus, propuso por primera vez un programa secreto de armado y entrenamiento de rebeldes en el verano de 2012. Inicialmente, el presidente Obama rechazó la propuesta, pero luego aceptó, en parte debido al cabildeo de líderes extranjeros, incluido el rey Abdullah II de Jordania y el primer ministro israelí, Benjamin Netanyahu. Seymour Hersh ha dicho que la CIA había estado facilitando el flujo de armas de Libia a Siria "durante más de un año" antes del verano de 2013 en colaboración con "el Reino Unido (Reino Unido), Arabia Saudita y Qatar".
Timber Sycamore comenzó a fines de 2012 o principios de 2013, y es similar a otros programas de entrenamiento y encaminamiento de armas dirigidos por el Pentágono o la CIA que se establecieron en décadas anteriores para apoyar a las fuerzas rebeldes extranjeras. Greg Miller y Adam Entous, de The Washington Post, declararon que "la operación ha servido como pieza central de la estrategia de Estados Unidos para presionar al presidente sirio Bashar al-Assad para que se haga a un lado". Los principales patrocinadores del programa son los Estados Unidos y Arabia Saudita, pero también cuenta con el apoyo de otros gobiernos regionales árabes y del Reino Unido. Mientras que Arabia Saudita proporciona más dinero y armamento, los Estados Unidos lideran el entrenamiento en equipo militar. El programa se basa en Jordania, debido a la proximidad de ese país a los campos de batalla en Siria.
Según el New York Times, el programa inicialmente permitió a las fuerzas estadounidenses entrenar a los rebeldes sirios en el uso de equipo militar, pero no para proporcionar el equipo directamente. Unos meses después de su creación, se enmendó para permitir que la CIA entrenara y equipara a las fuerzas rebeldes. El sitio web Salon informó que Arabia Saudita ha proporcionado miles de millones de dólares en equipo militar, y Catar, Turquía y Jordania también han proporcionado financiamiento encubierto a las fuerzas rebeldes.
Arabia Saudita, Catar, Turquía y la CIA contrabandearon miles de armas y millones de municiones a los rebeldes sirios en 2012 antes del lanzamiento del programa.  Un cable clasificado del Departamento de Estado de EE. UU. Firmado por la secretaria de Estado Hillary Clinton informó que los donantes sauditas eran un apoyo importante para las fuerzas militantes sunitas a nivel mundial, y algunos funcionarios estadounidenses temían que los rebeldes que recibían apoyo tuvieran vínculos con Al Qaeda.
The New York Times y Al Jazeera revelaron la existencia de Timber Sycamore poco después de que Jane's Defence Weekly informara, a finales de 2015, que el sitio web de Oportunidades de Negocios Federales de EE. UU. Solicitaba contratos para enviar miles de toneladas de armas desde Europa del Este a Taşucu, Turquía y Aqaba, Jordania.

## Alcance

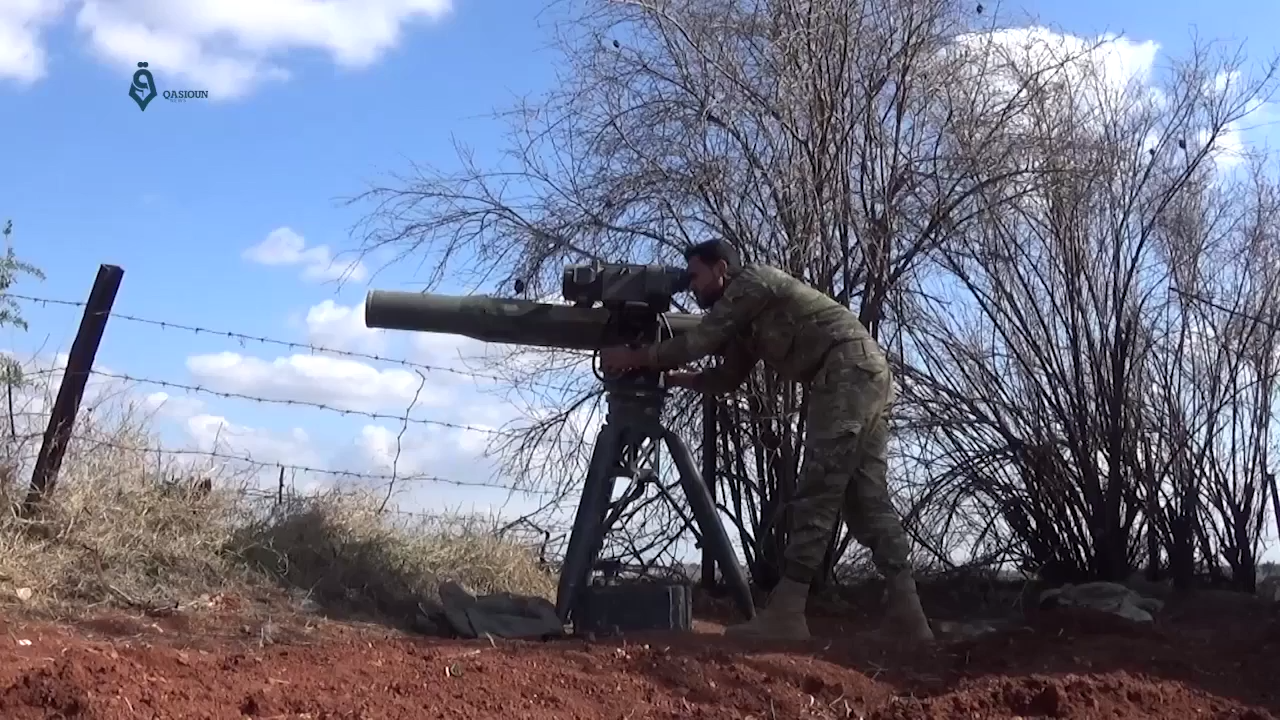
Los rebeldes del Ejército de Gloria lanzaron un misil antitanque BGM-71 TOW de fabricación estadounidense en las fuerzas gubernamentales durante la ofensiva Hama 2017.

Timber Sycamore fue dirigido por el Comando de Operaciones Militares (MOC) en Amán y proporcionó rifles de asalto Kalashnikov, morteros, granadas propulsadas por cohetes, misiles antitanques, gafas de visión nocturna, camionetas y otras armas para el posible rebelde sirio. efectivo.  Muchas de las armas fueron compradas en los Balcanes u otros lugares en Europa del Este, y luego fueron enviadas a las fuerzas rebeldes sirias y campos de entrenamiento por los servicios de seguridad jordanos.  Los agentes paramilitares de la CIA entrenaron a rebeldes sirios en el uso del armamento. De acuerdo con Charles Lister en The Daily Beast, al menos 50 grupos rebeldes investigados lucharon en Siria que recibieron armas o entrenamiento a través del programa después de finales de 2012; el número exacto no se conoce.
Según los funcionarios estadounidenses, el programa ha sido altamente efectivo, entrenando y equipando a miles de combatientes respaldados por los Estados Unidos para obtener ganancias sustanciales en el campo de batalla.  Los funcionarios estadounidenses afirman que el programa comenzó a perder efectividad después de que Rusia intervino militarmente en la Guerra Civil Siria. David Ignatius, escribiendo en The Washington Post, comentó que si bien el programa de la CIA finalmente fracasó en su objetivo de sacar a Assad del poder, no fue "inútil": "El programa inyectó muchos cientos de millones de dólares a muchas docenas de grupos de milicianos. Un oficial con conocimientos estima que los combatientes respaldados por la CIA pueden haber matado o herido a 100.000 soldados sirios y sus aliados en los últimos cuatro años".
Timber Sycamore es distinto de otro programa discontinuo del Pentágono establecido para entrenar a las fuerzas rebeldes sirias para luchar contra el Estado Islámico de Irak y el Levante.
Los rebeldes respaldados por Estados Unidos a menudo luchaban junto al Frente Al-Nusra de Al Qaeda, y algunas de las armas suministradas por los Estados Unidos terminaron en manos del Frente Al Nusra, que había sido una de las principales preocupaciones de la administración de Obama cuando se realizó el programa. Primera propuesta.
El programa sigue siendo clasificado, y muchos detalles sobre el programa siguen siendo desconocidos, incluida la cantidad total de apoyo, la variedad de armas transferidas, la profundidad de la capacitación proporcionada, los tipos de capacitadores estadounidenses involucrados y Los grupos rebeldes exactos están siendo apoyados.  Sin embargo, The Canberra Times informó que dos mil toneladas de armas de la era soviética fueron entregadas a Aqaba tan recientemente como abril de 2016.
Los Estados Unidos entregaron armas a través de la Base Aérea Ramstein, posiblemente en violación de las leyes alemanas.

## Mercado negro

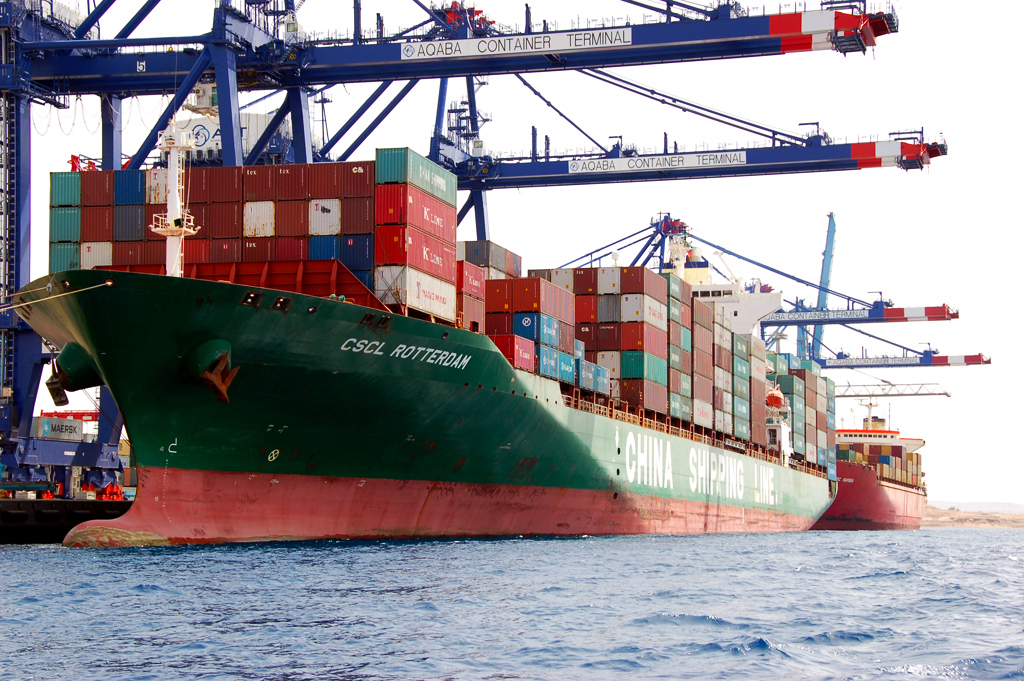
El puerto de Aqaba, Jordania, es una ruta importante para el armamento Timber Sycamore que ingresa a Siria.

### Inteligencia jordana venta de armas
Según los funcionarios estadounidenses y jordanos, los oficiales de inteligencia jordanos robaron las armas enviadas a Jordania por la CIA y Arabia Saudita en la Dirección General de Inteligencia (Jordania) y las vendieron en el mercado negro. La magnitud del robo ascendió a millones de dólares, y los funcionarios del FBI afirman que algunas de las armas robadas se usaron más tarde para matar a dos contratistas estadounidenses, dos jordanos y un sudafricano en una estación de entrenamiento de la policía en Jordania. Las armas recibidas a través de Timber Sycamore han inundado los mercados negros del Medio Oriente con armas pesadas.
Los funcionarios jordanos afirman que los oficiales de inteligencia jordanos que robaron las armas del programa usaron las ganancias para comprar artículos de lujo, con el conocimiento de oficiales superiores. Los robos se detuvieron después de meses de quejas de los gobiernos de Estados Unidos y Arabia Saudita, los principales patrocinadores del programa. Según los funcionarios jordanos, varios oficiales de inteligencia fueron despedidos, pero sus ganancias no fueron confiscadas.  (En Jordania, la Dirección General de Inteligencia solo es superada por la monarquía en poder y prestigio.) El ministro de asuntos estatales y de medios de Jordania, Mohammad Al-Momani, declaró que las acusaciones eran incorrectas.

### Trata regional e EIIL
Antes de la Guerra Civil Siria, el sur de Siria y el norte de Jordania eran un conducto para otras operaciones de contrabando. El advenimiento de la guerra transformó la región en un centro para el contrabando de armas, y el apoyo más formal proporcionado por Timber Sycamore solo intensificó la escala de las operaciones de contrabando en la frontera. Los principales centros de contrabando incluyen bazares establecidos en Ma'an en el sur de Jordania, Sahab cerca de Amán y en el valle del río Jordán.
Una investigación realizada por los periodistas Phil Sands y Suha Maayeh reveló que los rebeldes que recibieron armas del MOC de Amán vendieron una parte de ellos a traficantes de armas locales, a menudo para recaudar dinero para pagar a combatientes adicionales. Algunas armas suministradas por el MOC se vendieron a comerciantes beduinos a los que se hizo referencia localmente como "Los pájaros" en Lejat, una llanura volcánica al noreste de Daraa, Siria. De acuerdo con las fuerzas rebeldes, los beduinos luego intercambiarían las armas al EIIL, quien colocaría órdenes usando el servicio de mensajería de WhatsApp cifrado. Dos comandantes rebeldes, y una organización de monitoreo de armas del Reino Unido, sostienen que las armas suministradas por el MOC han llegado a las fuerzas del EIIL.
Un estudio realizado en 2017 por una empresa privada Conflict Armament Research a instancias de la Unión Europea y Deutsche Gesellschaft für Internationale Zusammenarbeit encontró que el apoyo externo para los rebeldes sirios anti-Assad "aumentó significativamente la cantidad y la calidad de las armas disponibles para las Fuerzas [del EIIL], incluyendo armas antitanques compradas por los Estados Unidos que terminaron en posesión del Estado Islámico dentro de los dos meses de haber salido de la fábrica". Sin embargo, el estudio no encontró ningún caso en el que las armas estadounidenses suministradas a las Fuerzas Democráticas Sirias (SDF) lideradas por los kurdos y los árabes para luchar contra el EIIL terminaran en el arsenal del EIIL.

## Eliminación gradual
En julio de 2017, funcionarios anónimos declararon que el presidente Donald Trump, en consulta con el asesor de seguridad nacional HR McMaster y el director de la CIA Mike Pompeo, había decidido eliminar el apoyo a las fuerzas rebeldes sirias anti-Assad, posiblemente redirigiendo recursos para combatir al EIIL, para ofrecer a los rebeldes Fuerzas de capacidades defensivas, u otras operaciones en la región.
Los funcionarios dijeron que la decisión se tomó antes de la participación de Trump en la cumbre del G-20 y la reunión del 7 de julio con el presidente ruso Vladímir Putin. Varios funcionarios calificaron la decisión como una "concesión importante" a Rusia, con una observación: "Putin ganó en Siria". Sin embargo, otro funcionario afirmó que terminar el programa no era una concesión importante debido a las recientes victorias de Assad en la Guerra Civil Siria, sino más bien "una señal a Putin de que el gobierno quiere mejorar los vínculos con Rusia".  Algunos miembros de la administración de Obama habrían querido desechar el programa porque algunos rebeldes armados y entrenados por el programa se habían unido al EIIL y grupos relacionados.
Un programa militar de Estados Unidos relacionados para armar, entrenar y apoyar el SDF ISIL de lucha con ataques aéreos va a continuar.

## Comentarios

### Prensa
De acuerdo con el escrito de Rachel Marsden para The Baltimore Sun, la CIA y Arabia Saudita pretendían que Timber Sycamore permitiera a las fuerzas militares independientes expulsar a Assad, instalar a un líder sirio amigo de los intereses de Estados Unidos, Arabia Saudita y Catar, y debilitar la influencia de Rusia en el Medio Oriente.
El reportero Paul Malone escribió que las armas entregadas por Timber Sycamore podrían ser adquiridas por al-Qaeda en Siria, comparando el programa con el apoyo de la CIA para los mujahideen afganos, o las armas estadounidenses confiscadas por EIIL en 2014 en Mosul, Irak.
El International Business Times de Italia ha escrito que los corruptos oficiales de inteligencia jordanos facilitaron el tráfico de armas que apoyó a la insurgencia iraquí después de la invasión de Irak liderada por Estados Unidos en 2003. Por esta razón, según el periódico, el gobierno de Obama se mostró reacio a aprobar Timber Sycamore y debatió un año antes de hacerlo.
En Il Giornale, Fausto Biloslavo informó que a pesar del secreto del programa, el vicepresidente de Estados Unidos, Joe Biden, fue fotografiado en el centro de Zarqa en marzo de 2015.

### Los políticos
La oficina del senador estadounidense Ron Wyden cuestionó el programa y emitió una declaración de que "EE. UU. Está intentando desarrollar las capacidades en el campo de batalla de la oposición anti-Assad, pero no le han brindado al público detalles sobre cómo se está haciendo esto, en qué agencias de EE. UU. están involucradas, o con qué socios extranjeros están trabajando esas agencias".

### Analistas
El exanalista de la CIA y miembro de la Brookings Institution Bruce Riedel ha declarado que el apoyo de Arabia Saudita al programa le ha dado a Arabia Saudita una mayor opinión sobre la política estadounidense en la Guerra Civil Siria.
Robert Baer, un exoficial de la CIA y colaborador de CNN, criticó duramente la cancelación del programa por parte de la administración Trump, calificándolo de "error estratégico" y "un regalo para Vladimir Putin  ...es una locura, francamente, nunca he visto algo así ". Baer comentó que "la óptica de esto no podría ser peor" debido a las múltiples investigaciones sobre la interferencia rusa en las elecciones de 2016 en Estados Unidos y la posible colusión con la campaña de Trump: "El contexto de esto es, en la reunión en Hamburgo, Trump dejó que Putin ir a la piratería. No se dirigió a la piratería y, en lugar de tomar algún tipo de represalia contra Putin por la piratería, le dio un regalo".  En contraste, Thomas Joscelyn de The Weekly Standard defendió la decisión de Trump, argumentando que "no hay evidencia de que ninguna fuerza verdaderamente moderada esté combatiendo efectivamente a Assad". En diciembre de 2017, Max Abrams y John Glaser observaron en Los Angeles Times que "[EIIL] implosionó justo después de que se secó el apoyo externo para los rebeldes 'moderados'", lo cual es consistente con estudios que demuestran "que el apoyo externo para la oposición tiende a exacerbar y extender las guerras civiles, que generalmente desaparecen no a través de acuerdos de poder compartido entre iguales, pero cuando un lado, típicamente, el titular, alcanza el dominio".